# 石灰岩捕虫堇
石灰岩捕虫堇（學名：Pinguicula gypsicola），是捕蟲堇屬的一種多年生食蟲植物，原产于墨西哥圣路易斯波托西州。它生長在石膏礦的縫隙間或腐爛的石膏土中，没有茎部，只有狭长的叶片呈蓮座狀生長。

## 外形
石灰岩捕虫堇在夏季與冬季分別具有兩種不同形態的葉，夏季長出向上且末端向後彎折的捕蟲葉，蓮座上可具有多達30片葉，冬季則形成細小、多毛的非捕蟲葉。和其他捕蟲堇屬植物一樣，捕蟲葉上佈滿了可分泌黏液與消化液的腺體，在缺氮時捕食昆蟲以補充氮源。本種的食蟲葉呈亮綠色至微紅，可長至6.5公分長。
本種在夏季約六、七月雨後開花，花朵和夏葉一起出現，花季可至十一月。花梗覆滿細毛與腺體，可長達17公分，但多數在8至12公分之間，花朵單生於其上，約2公分，呈紫色，花冠可分為上下兩部分，花瓣呈茅尖形但尖端為圓弧形。

## 生长环境
石灰岩捕虫堇只在圣路易斯波托西州以西的少數區域生長，通常與仙人掌、龍舌蘭屬、卷柏、車桑子與长叶稠丝兰等乾旱植物共同生長，生長環境非常乾燥，十二月至六月的乾季幾乎沒有任何降雨，只能透過清晨的露水取得水分。

## 歷史
本種最早於1910年由C. A. Purpus圣路易斯波托西的一處石膏礦場發現，隨後他將一些樣本船運到歐洲，於1911年由加州植物學家湯森德·史蒂斯·布蘭德基描述為新種。當時石灰岩捕虫堇是唯一已知能在石膏礦上生長的捕虫堇屬植物，且在之後很長的時間，歐洲栽培的所有石灰岩捕虫堇都是來自這個採集點，直到1980年代才在其它地點發現並採集。

## 外部連結
- Description & photos: World of Pinguicula （页面存档备份，存于）
- International Carnivorous Plant Society （页面存档备份，存于）